# Sorex ixtlanensis
Sorex ixtlanensis és una espècie d'eulipotifle de la família de les musaranyes (Soricidae) És endèmica de Mèxic (Guerrero i Oaxaca), on viu a altituds d'entre 1.900 i 3.000 msnm. El seu hàbitat natural són els boscos de coníferes i roures. Està amenaçada per la desforestació. El seu nom específic, ixtlanensis, significa ‘d'Ixtlán’ en llatí.